# Mydon
Dans la mythologie grecque, ce nom (en grec ancien Μύδων / Mudôn) est porté par deux personnages brièvement cités dans l’Iliade. Ils se battent aux côtés des Troyens à la guerre de Troie, et tous deux sont tués au combat :
- Mydon fils d'Atymnios, écuyer et cocher de Pylémène, tué par Antiloque[1] ;
- Mydon de Péonie, tué par Achille[2].